# João Gomes de Almeida
João Gomes de Almeida é um publicitário e consultor de comunicação, natural de São João da Madeira. Assinou uma coluna de opinião semanal, à sexta-feira, no jornal i  onde escrevia sobre temas políticos, foi também cronista do ECO e do Semanário NOVO. É Presidente do Conselho de Administração da GdA&A (Gomes de Almeida & Associados). A 13 de Dezembro de 2018, lançou o livro "Devolvam-nos o Caviar! - crónicas de direita no país onde é chique ser de esquerda", que conta com o prefácio de Pedro Boucherie Mendes e que foi apresentado por Adolfo Mesquita Nunes.  
Amigo pessoal de André Ventura, a sua agência assessorou a imagem e a comunicação do Partido Chega durante a sua fundação e até às Eleições Europeias de 2019. Foi ainda responsável pela comunicação de inúmeras campanhas autárquicas, legislativas, europeias, internas e regionais, para partidos como o PS, PSD e CDS, entre outros. A 10 de Setembro de 2021, durante a campanha para as eleições autárquicas, a revista Visão fez-lhe um perfil, rotulando-o como "o publicitário que os faz tremer". 

## Biografia

### BAR
Começou na publicidade em 2012, como copywriter, na agência de publicidade independente BAR. Em 2012, juntamente com o director de arte João Amaral, fez parte da primeira dupla portuguesa a ficar em shortlist nos Nuevos Talentos do prémio argentino El Ojo Iberoamericado de la Publicidad. Já em 2013, novamente com João Amaral, fez parte da primeira dupla a representar Portugal na Maratona de Jovens Criativos do Festival Iberoamericano de la Publicidad, que nesse ano teve lugar em Miami. Ainda enquanto jovem criativo ganhou um total de 5 Cannes Young Lions Portugal, em 4 categorias diferentes..

### Nylon
Em 2014, com 27 anos, saiu da BAR para ser tornar Executive Creative Director da agência independente Nylon. Na sua curta passagem pela agência, apenas 1 anos e 2 meses, ganhou 29 prémios criativos e ajudou a que a agência fosse pela primeira e única vez reconhecida com o título de Agência do Ano nos Prémios de Comunicação Meios & Publicidade.

### 004
De Janeiro 2016 a Março de 2018 trabalhou como Chief Creative Officer & Partner da agência independente 004. Dos seus trabalhos nesta agência, destacam-se a campanha "Sempre à Frente, Desde Sempre" para a marca Windows, do grupo Microsoft, que foi adaptada a 11 países europeus, mas também a campanha "Abstenção", criada para o "Festival Política" e que se tornou viral em França durante a segunda volta das eleições legislativas de 2017, que opuseram Marine Le Pen a Emmanuel Macron. Esta última campanha haveria por ser considerada pela Meios & Publicidade como uma das 10 melhores campanhas publicitárias de 2017, naquilo que a redacção da revista considerou a campanha que "mais teve impacto lá fora".

### GdA&A, Buzziness e Lisbon Awards Group
A 21 de Março de 2018, João Gomes de Almeida abandonou a 004. Foi nessa altura que ingressou numa posição executiva, que acabaria por abandonar mais tarde, no Lisbon Awards Group. A 11 de Junho de 2018, o publicitário anunciou o nascimento da primeira consultora de criatividade portuguesa, a Buzziness. 
A 17 de Novembro de 2020, anunciou ao mercado o nascimento da GdA&A (Gomes de Almeida & Associados), como agência de public relations e public affairs. Absorvendo a Buzziness, que passou a actuar como departamento de criatividade da GdA&A. 

### Prémios e Reconhecimentos
Enquanto publicitário venceu todos os principais prémios criativos e de eficácia em Portugal, bem como vários prémios internacionais. Já foi por muitas vezes convidado a jurar prémios internacionais da área criativa, um pouco por todo o mundo. No seu currículo contam-se passagens pelo júri do FIP, Creativity International Awards, El Ojo de Iberoamerica, FIAP, New York International Advertising Festival, The Webby Awards, AME Awards, AdStars, Golden Award of Montreux, Smarties Awards, Kinsale Sharks e Cristal Festival.
Em 2016, foi considerado pelo site internacional TheNextGag um dos 200 directores criativos mais influentes do mundo, numa lista onde só constavam mais dois profissionais portugueses. 
Foi professor e coordenador da Academia de Criatividade Publicitária da escola FLAG. Foi um dos únicos portugueses a ser membro efectivo da International Academy of Digital Arts and Sciences (IADAS), sediada em Nova Iorque, que existe desde 1998 com o objetivo de estudar e apoiar o crescimento da internet.

### Jornais e Opinião
Começou a emitir opinião política em blogs, numa altura de enorme relevância dos mesmos, tendo-se notabilizado no polémico Albergue Espanhol, muitas vezes apontado pela comunicação social como o principal “braço-armado” de Pedro Passos Coelho na opinião pública.
Durante o período dos blogs assinou uma página dupla sobre blogosfera na extinta revista Magazine Grande Informação, pertencente ao Grupo Prisa. Também nessa época foi locutor de um programa semanal de entrevistas a políticos, em co-autoria com Mendo Castro Henriques, na extinta Rádio Europa-Lisboa, com o nome “Perguntas Proibidas”.
De Outubro de 2016 a Junho de 2018, foi cronista do ECO. De Março de 2017 a Maio de 2020, teve uma coluna de opinião política semanal no diário i. Escreveu ainda semanalmente na revista "Olá" do Semanário Novo, essencialmente sobre temas de lazer. Actualmente, não mantém nenhuma colaboração fixa com nenhum órgão de comunicação social.

### Política
Foi aderente, dos 13 aos 16 anos, do Bloco de Esquerda. Aos 16 anos ingressou na Juventude Socialista, onde foi coordenador da concelhia de São João da Madeira, dirigente distrital em Aveiro, dirigente nacional, redator do Jovem Socialista e coordenador do Núcleo de Estudantes Socialistas da Faculdade de Direito de Lisboa. Foi ainda dirigente local e distrital do Partido Socialista. Em 2009, abandonou a militância na JS e no PS, não voltando a militar em nenhum partido político desde então. 
A 2 de Fevereiro de 2012, foi um dos 17 subscritores do manifesto "Portugal precisa de um rei", encabeçado pelo Arquitecto Gonçalo Ribeiro Teles e onde constavam também Miguel Esteves Cardoso, Luís Filipe Coimbra, Aline Gallasch-Hall, Pedro Ayres de Magalhães e Pedro Quartin Graça, entre outros. Em Março de 2022, no XXVI Congresso Monárquico da Causa Real, foi eleito para o Conselho Monárquico, órgão da Causa real constituído por Monárquicos de reconhecido mérito, eleitos em Congresso, até ao limite de 30, os quais podem cooptar outros membros, até ao limite de 15, com o beneplácito de Sua Alteza Real, o Senhor Duque de Bragança.

## Ligações Externas
- Linkedin
- 004 Agency